# Dreuilhe
Dreuilhe település Franciaországban, Ariège megyében. Lakosainak száma 363 fő (2022. január 1.). Dreuilhe La Bastide-sur-l’Hers, Laroque-d’Olmes, Lavelanet, Lesparrou, Saint-Jean-d’Aigues-Vives és L’Aiguillon községekkel határos.

## Népesség
A település népességének változása:
| Lakosok száma | 310  | 330  | 389  | 386  | 358  | 353  | 355  | 358  | 359  | 363  |
|               | 1968 | 1982 | 1990 | 2006 | 2013 | 2015 | 2017 | 2019 | 2020 | 2022 |